# Кирнасівський цукровий завод
Кирнасівський цукровий завод — підприємство харчової промисловості у селищі міського типу Кирнасівка Тульчинського району Вінницької області України.

## Історія
Перший Кирнасівський цукровий завод побудований і введений в експлуатацію восени 1944 року.
У 1956 році забезпечували його цукровим буряком колгоспи «Жовтень» і «Більшовик», що об'єдналися в колгосп імені XXI з'їзду КПРС.
Новий цукровий завод побудований в 1964 - 1966 рр. у відповідності з семирічним планом розвитку народного господарства СРСР, 18 вересня 1966 року введений в експлуатацію. Надалі, цукровий завод і  колгосп імені XXI з'їзду КПРС, що забезпечував його сировиною, були об'єднані в Кирнасівський цукровий комбінат.
В цілому, в радянський час цукровий комбінат входив до числа найбільших підприємств селища, він виробляв більше 250 тис. тонн цукру на рік, а загальна кількість його працівників становила понад 500 осіб.
Після проголошення незалежності України комбінат перейшов у відання Державного комітету харчової промисловості України і перейменований у Кирнасівський цукровий завод (так як колгосп був розформований).
У травні 1995 року Кабінет Міністрів України затвердив рішення про приватизацію заводу. Надалі, державне підприємство перетворено у відкрите акціонерне товариство.
3 червня 1999 року Кабінет Міністрів України передав завод в управління облдержадміністрації Вінницької області.
Навесні 2001 року порушено справу про банкрутство цукрового заводу, в подальшому реорганізований у товариство з обмеженою відповідальністю, а потім закритий.
22 березня 2011 року володіла заводом київська компанія ТОВ «Сахара» продала майновий комплекс заводу двом фірмам (ТОВ «Уніфінгруп» та «Дукат»), 26 березня 2011 року 25 осіб «Уніфінгруп» зробили спробу зайняти завод, але їх протидіяла заводська охорона, працівники підприємства та місцеві жителі (дізналися про те, що завод збираються розібрати на металобрухт). Між ними почалася рукопашна сутичка, в якій робітники і жителі були побиті, але захопити завод рейдери не зуміли.
19 травня 2011 року до 50 рейдерів, озброєних бейсбольними битами, нунчаками, лопатами і електрошокерами прибули в селище на семи автомобілях і двох мікроавтобусах і знову спробували захопити завод, але були знову зустріті жителями селища. Один із нападників убив 73-річного місцевого жителя, жінка-охоронець заводу опинилася в реанімації із тяжкою черепно-мозковою травмою і ще кілька жителів були госпіталізовані, але спроба захоплення заводу виявилася невдалою. Прибула міліція затримала 33 нападників, 12 з яких виявилися раніше судимими за кримінальні злочини.
24 квітня 2012 року близько сотні невстановлених осіб проникли на територію підприємства і спробували ще раз захопити завод, але зіткнулися з протидією і відступили. Після цього, 27 квітня 2012 року жителі Кирнасівки вийшли на мітинг протесту біля будівлі облдержадміністрації Вінницької області.